# Robyn/Diskografie
Diese Diskografie ist eine Übersicht über die musikalischen Werke der schwedischen Sängerin Robyn. Den Schallplattenauszeichnungen zufolge hat sie bisher mehr als 13,1 Millionen Tonträger verkauft, davon alleine in ihrer Heimat über 670.000. Ihre erfolgreichste Veröffentlichung ist die Autorenbeteiligung Dancing on My Own (interpretiert von Calum Scott) mit über 7,6 Millionen verkauften Einheiten.

## Alben

### Studioalben
| Jahr | Titel                | Höchstplatzierung, Gesamtwochen, AuszeichnungChartplatzierungen (Jahr, Titel, Platzierungen, Wochen, Auszeichnungen, Anmerkungen) | Höchstplatzierung, Gesamtwochen, AuszeichnungChartplatzierungen (Jahr, Titel, Platzierungen, Wochen, Auszeichnungen, Anmerkungen) | Höchstplatzierung, Gesamtwochen, AuszeichnungChartplatzierungen (Jahr, Titel, Platzierungen, Wochen, Auszeichnungen, Anmerkungen) | Höchstplatzierung, Gesamtwochen, AuszeichnungChartplatzierungen (Jahr, Titel, Platzierungen, Wochen, Auszeichnungen, Anmerkungen) | Höchstplatzierung, Gesamtwochen, AuszeichnungChartplatzierungen (Jahr, Titel, Platzierungen, Wochen, Auszeichnungen, Anmerkungen) | Höchstplatzierung, Gesamtwochen, AuszeichnungChartplatzierungen (Jahr, Titel, Platzierungen, Wochen, Auszeichnungen, Anmerkungen) | Anmerkungen                             |
| Jahr | Titel                | DE | AT | CH | UK | US | SE | Anmerkungen                             |
| ---- | -------------------- | --- | --- | --- | --- | --- | --- | --------------------------------------- |
| 1995 | Robyn Is Here        | — | — | — | — | US57 Platin · (54 Wo.)US | SE8 Platin · (41 Wo.)SE | Erstveröffentlichung: 13. Oktober 1995  |
| 1999 | My Truth             | — | — | — | — | — | SE2 Platin · (27 Wo.)SE | Erstveröffentlichung: 17. Mai 1999      |
| 2002 | Don’t Stop the Music | — | — | — | — | — | SE2 Platin · (47 Wo.)SE | Erstveröffentlichung: 30. Oktober 2002  |
| 2005 | Robyn                | — | — | CH52 (1 Wo.)CH | UK11 Gold · (29 Wo.)UK | — | SE1 Platin · (36 Wo.)SE | Erstveröffentlichung: 27. April 2005    |
| 2010 | Body Talk Pt. 1      | DE46 (2 Wo.)DE | AT40 (1 Wo.)AT | CH90 (1 Wo.)CH | UK47 (2 Wo.)UK | US97 (2 Wo.)US | SE1 Gold · (35 Wo.)SE | Erstveröffentlichung: 14. Juni 2010     |
| 2010 | Body Talk Pt. 2      | DE47 (1 Wo.)DE | AT50 (1 Wo.)AT | CH91 (1 Wo.)CH | UK38 (1 Wo.)UK | US41 (2 Wo.)US | SE1 (24 Wo.)SE | Erstveröffentlichung: 6. September 2010 |
| 2010 | Body Talk            | — | — | — | — | — | SE2 (19 Wo.)SE | Erstveröffentlichung: 22. November 2010 |
| 2018 | Honey                | DE65 (1 Wo.)DE | AT49 (1 Wo.)AT | CH46 (1 Wo.)CH | UK21 (2 Wo.)UK | US40 (1 Wo.)US | SE1 (20 Wo.)SE | Erstveröffentlichung: 26. Oktober 2018  |

### Kompilationen
- 2004: Robyn’s Best
- 2006: Det Bästa Med Robyn

### EPs
| Jahr | Titel       | Höchstplatzierung, Gesamtwochen, AuszeichnungChartplatzierungen (Jahr, Titel, Platzierungen, Wochen, Auszeichnungen, Anmerkungen) | Höchstplatzierung, Gesamtwochen, AuszeichnungChartplatzierungen (Jahr, Titel, Platzierungen, Wochen, Auszeichnungen, Anmerkungen) | Höchstplatzierung, Gesamtwochen, AuszeichnungChartplatzierungen (Jahr, Titel, Platzierungen, Wochen, Auszeichnungen, Anmerkungen) | Höchstplatzierung, Gesamtwochen, AuszeichnungChartplatzierungen (Jahr, Titel, Platzierungen, Wochen, Auszeichnungen, Anmerkungen) | Höchstplatzierung, Gesamtwochen, AuszeichnungChartplatzierungen (Jahr, Titel, Platzierungen, Wochen, Auszeichnungen, Anmerkungen) | Höchstplatzierung, Gesamtwochen, AuszeichnungChartplatzierungen (Jahr, Titel, Platzierungen, Wochen, Auszeichnungen, Anmerkungen) | Anmerkungen                                     |
| Jahr | Titel       | DE | AT | CH | UK | US | SE | Anmerkungen                                     |
| ---- | ----------- | --- | --- | --- | --- | --- | --- | ----------------------------------------------- |
| 2014 | Do It Again | DE70 (1 Wo.)DE | AT49 (1 Wo.)AT | CH18 (2 Wo.)CH | UK20 (2 Wo.)UK | US14 (1 Wo.)US | — | Erstveröffentlichung: 23. Mai 2014 mit Röyksopp |

Weitere EPs
- 2006: The Rakamonie EP
- 2009: The Cherrytree Sessions
- 2015: Love Is Free (mit La Bagetelle Magique)

## Singles

### Als Leadmusikerin
| Jahr | Titel Album                                         | Höchstplatzierung, Gesamtwochen, AuszeichnungChartplatzierungen (Jahr, Titel, Album, Platzierungen, Wochen, Auszeichnungen, Anmerkungen) | Höchstplatzierung, Gesamtwochen, AuszeichnungChartplatzierungen (Jahr, Titel, Album, Platzierungen, Wochen, Auszeichnungen, Anmerkungen) | Höchstplatzierung, Gesamtwochen, AuszeichnungChartplatzierungen (Jahr, Titel, Album, Platzierungen, Wochen, Auszeichnungen, Anmerkungen) | Höchstplatzierung, Gesamtwochen, AuszeichnungChartplatzierungen (Jahr, Titel, Album, Platzierungen, Wochen, Auszeichnungen, Anmerkungen) | Höchstplatzierung, Gesamtwochen, AuszeichnungChartplatzierungen (Jahr, Titel, Album, Platzierungen, Wochen, Auszeichnungen, Anmerkungen) | Höchstplatzierung, Gesamtwochen, AuszeichnungChartplatzierungen (Jahr, Titel, Album, Platzierungen, Wochen, Auszeichnungen, Anmerkungen) | Anmerkungen                                                         |
| Jahr | Titel Album                                         | DE | AT | CH | UK | US | SE | Anmerkungen                                                         |
| --- | --------------------------------------------------- | --- | --- | --- | --- | --- | --- | ------------------------------------------------------------------- |
| 1995 | You’ve Got That Somethin’ Robyn Is Here             | DE85 (8 Wo.)DE | — | — | UK54 (1 Wo.)UK | — | SE24 (7 Wo.)SE | Erstveröffentlichung: 20. Mai 1995                                  |
| 1995 | Do You Really Want Me? (Show Respect) Robyn Is Here | — | — | — | UK20 (4 Wo.)UK | — | SE2 (20 Wo.)SE | Erstveröffentlichung: 1995                                          |
| 1997 | Do You Know (What It Takes) Robyn Is Here           | — | — | — | UK26 (3 Wo.)UK | US7 Gold · (28 Wo.)US | SE10 (11 Wo.)SE | Erstveröffentlichung: 13. Mai 1997                                  |
| 1997 | Show Me Love Robyn Is Here                          | DE70 (9 Wo.)DE | — | — | UK8 (6 Wo.)UK | US7 Gold · (23 Wo.)US | SE14 (19 Wo.)SE | Erstveröffentlichung: 28. Oktober 1997                              |
| 1999 | Electric My Truth                                   | — | — | — | — | — | SE6 Gold · (14 Wo.)SE | Erstveröffentlichung: 29. April 1999                                |
| 1999 | Play My Truth                                       | — | — | — | — | — | SE31 (7 Wo.)SE | Erstveröffentlichung: 21. Juli 1999                                 |
| 1999 | My Only Reason My Truth                             | — | — | — | — | — | SE53 (1 Wo.)SE | Erstveröffentlichung: 22. November 1999                             |
| 2002 | Keep This Fire Burning Don’t Stop the Music         | — | — | — | — | — | SE3 Gold · (22 Wo.)SE | Erstveröffentlichung: 21. September 2002                            |
| 2003 | Don’t Stop the Music                                | — | — | — | — | — | SE7 (12 Wo.)SE | Erstveröffentlichung: 23. Januar 2003                               |
| 2005 | Be Mine! Robyn                                      | DE59 (5 Wo.)DE | AT54 (1 Wo.)AT | CH65 (1 Wo.)CH | UK10 (1 Wo.)UK | — | SE3 (19 Wo.)SE | Erstveröffentlichung: 30. März 2005                                 |
| 2005 | Who’s That Girl Robyn                               | — | — | — | UK26 (5 Wo.)UK | — | SE37 (8 Wo.)SE | Erstveröffentlichung: 29. Juni 2005                                 |
| 2007 | With Every Heartbeat Robyn                          | DE38 (6 Wo.)DE | — | CH61 (1 Wo.)CH | UK1 Platin · (28 Wo.)UK | — | SE23 (55 Wo.)SE | Erstveröffentlichung: 10. Januar 2007 mit Kleerup                   |
| 2007 | Konichiwa Bitches Robyn                             | — | — | — | UK98 (1 Wo.)UK | — | — | Erstveröffentlichung: 26. März 2007                                 |
| 2007 | Cobrastyle Robyn                                    | — | — | — | — | — | SE17 (5 Wo.)SE | Erstveröffentlichung: 15. September 2007                            |
| 2007 | Handle Me Robyn                                     | DE86 (1 Wo.)DE | — | — | UK17 (11 Wo.)UK | — | — | Erstveröffentlichung: 22. Oktober 2007                              |
| 2010 | Dancing on My Own Body Talk Pt. 1                   | DE67 (3 Wo.)DE | — | — | UK8 Platin · (8 Wo.)UK | US— PlatinUS | SE1 (40 Wo.)SE | Erstveröffentlichung: 1. Juni 2010                                  |
| 2010 | Hang with Me Body Talk Pt. 2                        | DE68 (3 Wo.)DE | — | — | UK54 (1 Wo.)UK | — | SE2 (28 Wo.)SE | Erstveröffentlichung: 16. August 2010                               |
| 2010 | Indestructible Body Talk                            | DE56 (4 Wo.)DE | — | — | — | — | SE4 (32 Wo.)SE | Erstveröffentlichung: 1. November 2010                              |
| 2011 | Call Your Girlfriend Body Talk                      | — | — | — | UK55 (4 Wo.)UK | US— GoldUS | SE43 (8 Wo.)SE | Erstveröffentlichung: 1. April 2011                                 |
| 2018 | Missing U Honey                                     | — | — | — | — | US87 (1 Wo.)US | SE13 (8 Wo.)SE | Erstveröffentlichung: 1. August 2018                                |
| 2018 | Honey                                               | — | — | — | — | — | SE23 (3 Wo.)SE | Erstveröffentlichung: 26. September 2018                            |
| 2019 | Ever Again Honey                                    | — | — | — | — | — | SE22 (3 Wo.)SE | Charteinstieg: 2. November 2018 Erstveröffentlichung: 17. Juni 2019 |
| Folgende Lieder erschienen nicht als Single, wurden aber durch das Album zum Download und Streaming bereitgestellt und konnten somit eine Platzierung erlangen: |                                                     | | | | | | |                                                                     |
| |                                                     | | | | | | |                                                                     |
| 2010 | Fembot Body Talk Pt. 1                              | — | — | — | — | — | SE3 (7 Wo.)SE | Charteinstieg: 23. April 2010                                       |
| 2010 | Dancehall Queen Body Talk Pt. 1                     | — | — | — | — | — | SE56 (1 Wo.)SE | Charteinstieg: 14. Mai 2010                                         |
| 2010 | Cry When You Get Older Body Talk Pt. 1              | — | — | — | — | — | SE44 (1 Wo.)SE | Charteinstieg: 25. Juni 2010                                        |
| 2010 | Love Kills Body Talk Pt. 2                          | — | — | — | — | — | SE35 (1 Wo.)SE | Charteinstieg: 17. September 2010                                   |
| 2010 | In My Eyes Body Talk Pt. 2                          | — | — | — | — | — | SE51 (1 Wo.)SE | Charteinstieg: 17. September 2010                                   |
| 2010 | Time Machine Body Talk                              | — | — | — | — | — | SE54 (1 Wo.)SE | Charteinstieg: 3. Dezember 2010                                     |
| 2018 | Human Being Honey                                   | — | — | — | — | — | SE64 (1 Wo.)SE | Charteinstieg: 2. November 2018 feat. Zhala                         |
| 2018 | Because It’s in the Music Honey                     | — | — | — | — | — | SE69 (1 Wo.)SE | Charteinstieg: 2. November 2018                                     |
| 2018 | Baby Forgive Me Honey                               | — | — | — | — | — | SE84 (1 Wo.)SE | Charteinstieg: 2. November 2018                                     |
| 2018 | Send to Robin Immediately Honey                     | — | — | — | — | — | SE91 (1 Wo.)SE | Charteinstieg: 2. November 2018                                     |
| 2018 | Between the Lines Honey                             | — | — | — | — | — | SE95 (1 Wo.)SE | Charteinstieg: 2. November 2018                                     |

Weitere Singles
- 1996: Don’t Want You Back
- 1999: Good Thang
- 2000: Main Thing
- 2002: Blow My Mind
- 2003: O Baby
- 2005: Crash & Burn Girl
- 2010: None of Dem (feat. Röyksopp)
- 2010: Don’t Fucking Tell Me What to Do
- 2013: U Should Know Better (feat. Snoop Dogg)
- 2014: Sayit (mit Röyksopp)
- 2014: Monument (mit Röyksopp)
- 2015: Love Is Free (mit La Bagatelle Magique feat. Maluca)
- 2015: Set Me Free (mit La Bagatelle Magique)
- 2019: Ever Again
- 2019: Beach 2k20

### Als Gastmusikerin
| Jahr | Titel Album                               | Höchstplatzierung, Gesamtwochen, AuszeichnungChartplatzierungen (Jahr, Titel, Album, Platzierungen, Wochen, Auszeichnungen, Anmerkungen) | Höchstplatzierung, Gesamtwochen, AuszeichnungChartplatzierungen (Jahr, Titel, Album, Platzierungen, Wochen, Auszeichnungen, Anmerkungen) | Höchstplatzierung, Gesamtwochen, AuszeichnungChartplatzierungen (Jahr, Titel, Album, Platzierungen, Wochen, Auszeichnungen, Anmerkungen) | Höchstplatzierung, Gesamtwochen, AuszeichnungChartplatzierungen (Jahr, Titel, Album, Platzierungen, Wochen, Auszeichnungen, Anmerkungen) | Höchstplatzierung, Gesamtwochen, AuszeichnungChartplatzierungen (Jahr, Titel, Album, Platzierungen, Wochen, Auszeichnungen, Anmerkungen) | Höchstplatzierung, Gesamtwochen, AuszeichnungChartplatzierungen (Jahr, Titel, Album, Platzierungen, Wochen, Auszeichnungen, Anmerkungen) | Anmerkungen                                                  |
| Jahr | Titel Album                               | DE | AT | CH | UK | US | SE | Anmerkungen                                                  |
| ---- | ----------------------------------------- | --- | --- | --- | --- | --- | --- | ------------------------------------------------------------ |
| 2006 | Dream On People Say                       | — | — | — | UK29 (3 Wo.)UK | — | SE42 (4 Wo.)SE | Erstveröffentlichung: 5. Mai 2006 Christian Falk feat. Robyn |
| 2008 | Sexual Eruption (Fyre Department Remix) – | — | — | — | — | — | SE4 (16 Wo.)SE | Erstveröffentlichung: 5. Februar 2008 Snoop Dogg feat. Robyn |
| 2009 | The Girl & the Robot Junior               | — | — | — | — | — | SE25 (19 Wo.)SE | Erstveröffentlichung: 15. Juni 2009 Röyksopp feat. Robyn     |
| 2014 | Do It Again                               | — | — | — | UK75 (1 Wo.)UK | — | SE16 (17 Wo.)SE | Erstveröffentlichung: 28. April 2014 Röyksopp feat. Robyn    |

Weitere Gastbeiträge
- 2006: This One’s for You (Fleshquartet feat. Robyn)
- 2010: Caesar (I Blame Coco feat. Robyn)
- 2011: Cardiac Arrest (Teddybears feat. Robyn)

## Musikvideos
| Jahr | Titel                | Regisseur(e)                                      |
| ---- | -------------------- | ------------------------------------------------- |
| 2007 | Konichiwa Bitches    | Fredrik Skogkvist, Johan Sandberg, Henrik Timonen |
| 2007 | With Every Heartbeat |                                                   |
| 2007 | Be Mine!             | Max Vitali                                        |
| 2007 | Handle Me            | Johan Renck                                       |
| 2008 | Who’s That Girl      | Diane Martel                                      |
| 2008 | Cobrastyle           | John "Rankin" Waddell, Chris Cottam               |
| 2008 | Dream On             | Barnaby Roper                                     |
| 2010 | Dancing on My Own    | Max Vitali                                        |
| 2010 | Hang with Me         | Max Vitali                                        |
| 2010 | Indestructible       | Nils Ljunggren, Max Vitali                        |
| 2011 | Bad Gal              | Tim Erem                                          |

## Statistik

### Chartauswertung
|                     | DE    | AT    | CH    | UK    | US    | SE    |
| ------------------- | ----- | ----- | ----- | ----- | ----- | ----- |
| Nummer-eins-Alben   | DE—DE | AT—AT | CH—CH | UK—UK | US—US | SE4SE |
| Top-10-Alben        | DE—DE | AT—AT | CH—CH | UK—UK | US—US | SE8SE |
| Alben in den Charts | DE4DE | AT4AT | CH5CH | UK5UK | US5US | SE8SE |

|                       | DE    | AT    | CH    | UK     | US    | SE     |
| --------------------- | ----- | ----- | ----- | ------ | ----- | ------ |
| Nummer-eins-Singles   | DE—DE | AT—AT | CH—CH | UK1UK  | US—US | SE1SE  |
| Top-10-Singles        | DE—DE | AT—AT | CH—CH | UK4UK  | US2US | SE11SE |
| Singles in den Charts | DE8DE | AT1AT | CH2CH | UK14UK | US3US | SE35SE |

### Auszeichnungen für Musikverkäufe
| Goldene Schallplatte - Belgien - 2017: für die Autorenbeteiligung Dancing on My Own (Calum Scott) - Brasilien - 2024: für die Single Dancing on My Own - Dänemark - 2007: für die Single With Every Heartbeat - 2011: für das Album Body Talk Pt. 1 - 2011: für das Album Body Talk - 2011: für das Streaming Indestructible - 2011: für die Single Indestructible - 2013: für die Single Hang with Me - Frankreich - 2019: für die Autorenbeteiligung Dancing on My Own (Calum Scott) - 2020: für die Single Beach 2k20 - Mexiko - 2018: für die Autorenbeteiligung Dancing on My Own (Calum Scott) - Niederlande - 2016: für die Autorenbeteiligung Dancing on My Own (Calum Scott) - Polen - 2022: für die Autorenbeteiligung Dancing on My Own (Calum Scott) Platin-Schallplatte - Dänemark - 2011: für die Single Dancing on My Own - Italien - 2019: für die Autorenbeteiligung Dancing on My Own (Calum Scott) - Neuseeland - 2016: für die Autorenbeteiligung Dancing on My Own (Calum Scott) - Norwegen - 2014: für die Single Do It Again | 3× Goldene Schallplatte - Deutschland - 2023: für die Autorenbeteiligung Dancing on My Own (Calum Scott) 2× Platin-Schallplatte - Kanada - 1998: für das Album Robyn Is Here - Norwegen - 2018: für die Autorenbeteiligung Dancing on My Own (Calum Scott) 3× Platin-Schallplatte - Dänemark - 2021: für die Autorenbeteiligung Dancing on My Own (Calum Scott) - Portugal - 2021: für die Autorenbeteiligung Dancing on My Own (Calum Scott) - Vereinigte Staaten - 2021: für die Autorenbeteiligung Dancing on My Own (Calum Scott) 4× Platin-Schallplatte - Schweden - 2018: für die Autorenbeteiligung Dancing on My Own (Calum Scott) - Vereinigtes Königreich - 2021: für die Autorenbeteiligung Dancing on My Own (Calum Scott) 8× Platin-Schallplatte - Australien - 2019: für die Autorenbeteiligung Dancing on My Own (Calum Scott) |

Anmerkung: Auszeichnungen in Ländern aus den Charttabellen bzw. Chartboxen sind in ebendiesen zu finden.
| Land/RegionAuszeichnungen für Musikverkäufe (Land/Region, Auszeichnungen, Verkäufe, Quellen) | Gold       | Platin       | Verkäufe  | Quellen                   |
| -------------------------------------------------------------------------------------------- | ---------- | ------------ | --------- | ------------------------- |
| Australien (ARIA)                                                                            | —          | 8× Platin8   | 560.000   | aria.com.au               |
| Belgien (BRMA)                                                                               | Gold1      | —            | 15.000    | ultratop.be               |
| Brasilien (PMB)                                                                              | Gold1      | —            | 30.000    | pro-musicabr.org.br       |
| Dänemark (IFPI)                                                                              | 6× Gold6   | 4× Platin4   | 397.500   | ifpi.dk                   |
| Deutschland (BVMI)                                                                           | Gold1      | Platin1      | 600.000   | musikindustrie.de         |
| Frankreich (SNEP)                                                                            | 2× Gold2   | —            | 200.000   | snepmusique.com           |
| Italien (FIMI)                                                                               | —          | Platin1      | 50.000    | fimi.it                   |
| Kanada (MC)                                                                                  | —          | 2× Platin2   | 200.000   | musiccanada.com           |
| Mexiko (AMPROFON)                                                                            | Gold1      | —            | 30.000    | amprofon.com.mx           |
| Neuseeland (RMNZ)                                                                            | —          | Platin1      | 30.000    | aotearoamusiccharts.co.nz |
| Niederlande (NVPI)                                                                           | Gold1      | —            | 20.000    | nvpi.nl                   |
| Norwegen (IFPI)                                                                              | —          | 3× Platin3   | 130.000   | ifpi.no                   |
| Polen (ZPAV)                                                                                 | Gold1      | —            | 25.000    | olis.pl                   |
| Portugal (AFP)                                                                               | —          | 3× Platin3   | 30.000    | Einzelnachweise           |
| Schweden (IFPI)                                                                              | 3× Gold3   | 8× Platin8   | 670.000   | sverigetopplistan.se      |
| Vereinigte Staaten (RIAA)                                                                    | 3× Gold3   | 5× Platin5   | 6.500.000 | riaa.com                  |
| Vereinigtes Königreich (BPI)                                                                 | Gold1      | 6× Platin6   | 3.700.000 | bpi.co.uk                 |
| Insgesamt                                                                                    | 21× Gold21 | 42× Platin42 |           |                           |